# S/2007 (123509) 1
S/2007 (123509) 1 é o objeto secundário do corpo celeste denominado de (123509) 2000 WK183. Ele é um objeto transnetuniano que tem cerca de 101 km de diâmetro.